# Ludwig Aurbacher
Ludwig Aurbacher (26 août 1784 – 25 mai 1847) est un professeur et écrivain bavarois. Il est célèbre pour son conte à multiples épisodes : Les Sept Souabes.

## Biographie
Ludwig Aurbacher est né à Türkheim, en électorat de Bavière, le fils d'un pauvre cloutier. Il voulait devenir ecclésiastique catholique. Il a fréquenté l'école à Landsberg am Lech et a été choriste pendant un an. En 1795, il fréquenta le séminaire bénédictin de Munich, où il obtint son diplôme d'études secondaires. Après cela, il entra à l'Abbaye d'Ottobeuren comme novice en 1801. Après la dissolution de ce monastère, il se rendit au monastère de Wiblingen, un quartier d'Ulm. En 1803, il quitta l'ordre bénédictin. De 1804-08, il a été professeur au Chancelier von Weckbecker à Ottobeuren et de 1809-34 professeur d'allemand et d'esthétique au Kadettencorps à Munich.
Le travail d'Aurbacher couvre un large éventail : la pédagogie, la psychologie, la philologie, la religion et la poésie. Il est devenu célèbre pour son Ein Volksbüchlein (« Livret populaire »), un coffre au trésor de la poésie populaire souabe.

## Œuvres
- Die Geschichte von den Sieben Schwaben : mit 10 lithogr. Darst. [Mit Lithographien Schwinds nach Zeichnungen von Fellner]. Stuttgart, 1832 (Digitalisat)
- Ein Volksbüchlein. Die Geschichte des ewigen Juden, die Abenteuer der sieben Schwaben, nebst vielen andern erbaulichen und ergötzlichen Historien. 1. Band. München, 1835
- Ein Volksbüchlein. Enthaltend die Legende von St. Christoph, die Wanderungen des Spiegelschwaben, nebst vielen andern erbaulichen und ergötzlichen Historien . 2. Band. München, 1832
- Die sieben Schwaben : Was sie sich unterstanden haben. Frankfurt, 1864
- Philologische Belustigungen : aus der Brieftasche eines oberdeutschen Schulmeisters. 1. Band und 2. Band. München, 1824
- Schriftproben in oberschwäbischer Mundart. München, 1841 (Digitalisat)